# 荘司雅子
荘司 雅子（しょうじ まさこ、1909年10月6日 - 1998年2月22日）は、日本の教育学者。広島大学名誉教授。フレーベル研究の第一人者。日本では女性で最初の文学博士取得者。

## 生涯
日本統治下の台湾、現在の嘉義県朴子市の生まれで、旧名は荘嫌（そう けん）、のちに荘無嫌（そう ぶけん）に改名。奈良女子高等師範学校（現奈良女子大学）を卒業後、広島文理科大学（現広島大学）教育学科に進学。そこで、ペスタロッチ研究者として知られる長田新に師事。フリードリヒ・フレーベルと幼稚園教育学を研究テーマに選ぶ。
卒業後、広島大学で助手、講師、助教授を経て、教授となる。1953年「フレーベル研究」で日本では女性で最初の文学博士の学位を取得。定年退職後、聖和女子大学（その後聖和大学、現関西学院大学教育学部）の教授などを務めた。1981年勲三等瑞宝章受章。また、晩年は、体の衰えで車椅子の生活を余儀なくされていたが、その障害をおして日本保育学会、日本ペスタロッチー・フレーベル学会の会長も勤めた。ドイツのイェーナ大学からはフレーベル研究でシラー賞を授与されている。
彼女の業績は、主著の『フレーベル研究』と『フレーベルの教育学』のほか、玉川大学の小原国芳との共同による『フレーベル全集』の監訳がある。また看護、福祉、心理で話題になる発達課題につき、その提唱者ロバート・J・ハヴィガーストの著書を昭和20年代にいち早く邦訳紹介したのも彼女である。現在出ているその本は、復刊されたものである。
生涯独身であり、養女の安子がいたが、2010年に逝去。
フレーベル教育学の研究者で常磐会学園大学国際こども教育学部教授・荘司泰弘は甥。

### 広島での被爆
広島文理科大で助手を務めていた1945年8月6日、米軍による広島市への原爆投下で被爆した。妹で、荘司を頼って広島に滞在して被爆した荘司富子（荘來富）は戦後、台湾へ帰った後も原爆症とみられる症状に苦しんで1963年に再来日し、被爆者健康手帳を取得。海外に住む被爆者（在外被爆者）としては手帳取得第1号となった。

## 著作

### 単著
- 『フレーベルの教育学』大八洲出版、1944　玉川大学出版部　1984年
- 『フレーベル研究』大日本雄弁会講談社、1953　玉川大学出版部　1984年
- 『幼児教育学』柳原書店、1955
- 『フレーベル』牧書店、1957
- 『西欧教育視察記』刀江書院　1966
- 『幼児教育概論』福村出版　1967
- 『ヒューマニズムの教育思想』刀江書院　1968
- 『フレーベル「人間教育」入門』明治図書出版　1973年
- 『幼児教育の原理と方法』保育学講座　フレーベル館、1974
- 『フレーベルの生涯と思想』玉川大学出版部　1975年
- 『親と子のための平和教育』広島平和文化センター　1982
- 『幼児教育の思想』玉川大学出版部　1990年
- 『学問の道草　荘司雅子エッセイ集』玉川大学出版部　1993年

### 共著
- 『日本の幼児教育 その問題点をめぐりて』長田新,山下俊郎共著　フレーベル館　1956
- 『世界の社会教育』編著　柳原書店　1959
- 『現代西洋教育史』編　亜紀書房　1969
- 『ゆたかでつよい心をそだてる』編　キュックリヒ記念財団　1977　現代幼児教育シリーズ
- 『幼児教育の源流』編　明治図書出版　1977

### 翻訳
- ロバート・J・ハヴィガースト『人間の発達課題と教育・幼年期より老年期まで』共訳　牧書店　1958 玉川大学出版部　1995年
- M.J.アドラー, M.メイヤー『教育革命 岐路に立つ20世紀の教育』共訳　刀江書院　1961
- アーウィン・エドマン『ジョン・デューイ その哲学の現代への寄与』土井嗣夫,上寺久雄共訳　刀江書院　1961
- フレーベル『リナはどうやって文字を覚えたか』フレーベル館　1971
- 『フレーベル全集』全5巻　玉川大学出版部　1976-1981年